# Straight Outta Compton
Straight Outta Compton — дебютний студійний альбом американської хіп-хоп групи N.W.A, яка, очолювана Eazy-E, була заснована в місті Комптон округу Лос-Анджелес на початку 1987 року. Альбом був випущений його лейблом Ruthless Records 8 серпня 1988 року, його продюсерами були члени N.W.A Dr. Dre, DJ Yella і Arabian Prince, а тексти написані Ice Cube та MC Ren разом з репером Ruthless The D.O.C. Тексти пісень не просто зображували вуличне насильство Комптона, вони постійно загрожували його провокувати, нападаючи на однолітків та навіть поліцію. Пісня «Fuck tha Police» викликала лист з попередженням від агента ФБР, що сприяло злій славі N.W.A, яка називала себе «найнебезпечнішою групою у світі».
У липні 1989 року, не дивлячись на рідкісне радіо програвання поза районом Лос-Анджелеса, Straight Outta Compton отримав перший платиновий сертифікат для гангста-репу, продавши один мільйон копій. Того року альбом досяг 9 місця в чарті Top R&B/Hip-Hop Albums журналу Billboard і 37 місця в Billboard 200. Отримавши увагу ЗМІ, N.W.A стали прикладом для руху реп-жанру в сторону хардкору та гангста-репу.
Після ремастерингу альбом з чотирма бонус-треками був повторно випущений у вересні 2002 року. Напередодні 20-річчя альбому, в грудні 2007 року була випущена інша розширена версія. У 2015 році, після повторного випуску альбому на червоних касетах, театральний випуск біографічного фільму «Просто із Комптона» підняв продажі альбому, який до кінця року був сертифікований як 3-платиновий. У 2016 році він став першим реп-альбомом, який був уведений до Зали слави «Греммі». Наступного року Бібліотека Конгресу увічнила Straight Outta Compton в Національному реєстрі записів, які визнані «культурно, історично або естетично значущими».

## Передумови
Більша частина 1980-х років, Нью-Йорк, місто-родина хіп-хопу, залишався домінуючою сценою реп-жанру. Лос-Анджелес був другорядним. До 1988 року лос-анджелеська хіп-хоп сцена, яка зберегла більше танцювального та святкового походження хіп-хопу, пріоритетувала ді-джеїв та ді-джеїв як головних гравців у хіп-хопі; пануючий стиль в той час був електро реп і «фанк хоп», подібний до нью-йоркського хіта 1982 року «Planet Rock». На відміну від них, східне узбережжя перейшло до пріоритету лірика (або «MC») після успіху альбому Run-DMC 1984 року.
З кінцем 1980-х стало все популярніше записувати текст на музику електро репу. World Class Wreckin 'Cru, до якої входили Dr. Dre та DJ Yella, випустили перший реп-альбом Західного узбережжя під егідою великого звукозаписувального лейблу. Серед зростаючих ліриків ЛА був і Ice-T. Надихнутий одноіменним синглом філядельфійського репера Schoolly D 1985 року, Ice-T випустив трек «6 in the Mornin'» у 1986 році. Ця пісня почала зміщувати увагу сцени Лос-Анджелеса від електро-репу, досягла золотих продажів і створила новий піджанр репу, який пізніше було названо «гангста-реп».
У 1986 році Ерік Райт, член банди Kelly Park Compton Crip, заснував Ruthless Records, незалежний музичний лейбл з основою в Комптоні. Через торгівлю наркотиками Райт познайомився з Dr. Dre та Arabian Prince, парою місцевих відомих продюсерів і виконавців, які боролися за отримання роялті. Райт запросив репера з південного Централу Лос-Анджелеса Ice Cube, тоді члена реп-групи C.I.A., як невидимого автора, та доручив йому співпрацювати з Dr. Dre та написати пісню для лейблу. В результаті вийшла пісня «Boyz-n-the-Hood». Цю пісню спочатку планували виконати учасники групи з Нью-Йорка, які підписали контракт з Ruthless Records; однак, після того як група відмовила пісню, Райт прийняв псевдонім Eazy-E і сам виконав реп-партії. Випущена під назвою N.W.A, «Boyz-n-the-Hood» стала місцевим хітом, хоча її звинувачували в тому, що вона схожа на сингл Schoolly D «P.S.K.» і що її темп занадто повільний для танців.
Розширюючи модель Ice-T, N.W.A привнесли в гангста-реп відмінний стиль, що включав «перебільшені описи вуличного життя, воїнственний опір владі і пряме сексистське насильство». N.W.A додатково намагалися забезпечити радіо-ротацію, надаючи радіостанціям, таким як KDAY, редаговані версії своєї музики. Незважаючи на ці зусилля, національний дебют N.W.A, Straight Outta Compton, майже не отримав радіо-ротації; однак, альбом був надзвичайно успішним, продавши один мільйон копій і ставши першим альбомом гангста-репу, який отримав платиновий сертифікат. Будучи фанатами репу, навіть здалеку, люди шукали більше від Комптона і Південного Централу, місцеві репери, як MC Eiht з Compton's Most Wanted, відповідали на виклик. Реп-сцена Лос-Анджелеса швидко перейшла від паті-репу до хардкор-репу.
На світовій арені N.W.A стали іконами гангста-репу. Профанація та невтомна жорстокість їхніх текстів викликали зворотну реакцію від правоохоронних органів та інших груп: агент ФБР відправив лейблу лист із попередженням, MTV заборонило відео «Straight Outta Compton», деякі місця заборонили виступи N.W.A, а деякі поліцейські відмовилися працювати на охороні на шоу N.W.A в інших місцях. Ці контрверсії лише підсилили антиурядовий імідж N.W.A, тому репери використовували це в своїх наступних треках.
Журнал Slant Magazine описує альбом «Straight Outta Compton» як основу для суперечностей між хіп-хопом Східного та Західного узбережжя, відносячи альбом до "вогневого заряду Західного узбережжя у Нью-Йоркську Форт Самтер, що стане найбільшою некультурною війною '90-х років.

## Випуск
Альбом було записано та продюсовано в студії Audio Achievements у Торрансі, Каліфорнія, за $12,000. Dr. Dre у інтерв'ю 1993 року відзначав: «Я склав цю річ за шість тижнів, щоб у нас було щось продавати з багажника».
У події, про яку згадується у книзі Джеррі Геллера та яку зображено у фільмі «Straight Outta Compton», поліція наближалась до групи, коли вони стояли біля студії восени 1987 року, і вимагали їх впасти на коліна та показати посвідчення особи без пояснень. Обурений цим досвідом, Cube почав писати текст, який став «Fuck tha Police». Спочатку, продовжуючи проводити вихідні в тюрмі за порушення правил дорожнього руху, Dre був неохочий робити «Fuck tha Police», але ця неохочість розчинилась після закінчення вироку.

### Синтез
Продюсерами альбому були Dr. Dre, DJ Yella і Arabian Prince. В основу продакшну лягли в основному семпли рогових вибухів, фанк-гітарні рифи, семпли вокалу та скретчі під бітом з барабанної машини. Їх барабанна машина, що використовувалася для кік-барабанів, була Roland TR-808.

### Вокал
Тексти для N.W.A написали Ice Cube та MC Ren, а також репер з Ruthless Records The D.O.C., включаючи ті, які виконували Eazy-E та Dr. Dre.З іншого боку, DJ Yella ніколи не репує, а Arabian Prince виконує лише незначний вокал у «Something 2 Dance 2». В іншому, кожен учасник групи вирізняється завдяки сольному репу.
MC Ren має дві сольні композиції — «If It Ain't Ruff» та «Quiet on tha Set». Dr. Dre домінує в «Express Yourself». Сольний трек Ice Cube — це «I Ain't tha 1». Сольний виконання Eazy-E — це ремікс «8 Ball», трек, який спочатку з'явився на дебютному компіляції N.W.A 1987 року «N.W.A. and the Posse». Єдиний гість — це The D.O.C., який репує відкриваючий куплет «Parental Discretion Iz Advised».
Поки Ren писав свої власні тексти, а The D.O.C. писав багато текстів Eazy, Cube писав свої тексти, а також тексти Dre та Eazy.Тим не менше, як Eazy, так і Dre, подібно до Cube і Ren, кожен привносить відмінний стиль виконання та характер, що робить N.W.A відрізняється від імітаторів.
Продюсерами альбому були Dr. Dre, DJ Yella та Arabian Prince. Його продакшн в основному базувався на семплах гучних horns, деяких фанк-гітарних рифах, семплах вокалу і скретчах на фоні барабанної машинки. Їх барабанна машинка, яку використовували для ударних, була Roland TR-808.
Вокал Тексти до пісень N.W.A написали Ice Cube та MC Ren разом з репером з Ruthless Records, The D.O.C., включаючи ті, які виконували Eazy-E та Dr. Dre. З іншого боку, DJ Yella ніколи не репував, а Arabian Prince виконав лише незначні вокальні партії у «Something 2 Dance 2». В іншому, кожен член групи виділяється також своїми сольними реп-партіями.
MC Ren має дві сольні пісні, «If It Ain't Ruff» та «Quiet on tha Set». Dr. Dre домінує в «Express Yourself». Сольна пісня Ice Cube — «I Ain't tha 1». У Eazy-E це ремікс «8 Ball», трек, який спочатку з'явився на дебютному компіляційному альбомі N.W.A 1987 року N.W.A. and the Posse. Єдиний гість — The D.O.C., який репує відкриваючий вірш «Parental Discretion Iz Advised».
Хоча Ren писав свої тексти, а The D.O.C. написав багато текстів для Eazy, Cube написав свої тексти, а також тексты для Dre та Eazy. Проте, незважаючи на це, як Eazy, так і Dre, нарівні з Cube та Ren, кожен привносить унікальний виконавський стиль та характер, що відрізняє N.W.A від імітаторів.